# قائمة الثدييات في السعودية
هذه قائمة بأنواع الثدييات المسجلة في المملكة العربية السعودية والتي تحتوي على 80 نوعًا، انقرض منها نوعان، و3 منها مهدد بالانقراض، و9 معرضة للانقراض، و2 قريب من الدخول إلى القائمة، بالمقابل لا يوجد أي من الثدييات في الوقت الراهن في مرحلة حرجة وقريبة جدًا من الاقتراض.
تستخدم الرموز التالية لفهم حالة كل نوع وفق تقييم صادر من قبل الاتحاد الدولي لحفظ الطبيعة:
| الرمز | المعنى باللغة الإنجليزية | المعنى باللغة العربية     | الشرح |
| ----- | ------------------------ | ------------------------- | --- |
| EX    | Extinct                  | منقرض                     | لا توجد شكوك بموت آخر فرد من النوع                                                                                     |
| EW    | Extinct in the wild      | منقرض في البرية           | منقرض في بيئته الطبيعية وفق المعلومات المُتاحة، ولم يَعد له وُجود حسب المعلومات سوى في الأسر حيث يُحفظ خارجَ موطنه الطبيعيِّ. |
| CR    | Critically endangered    | مهدد بالانقراض            | هذا النوع على وشك الانقراض في البرية.                                                                                  |
| EN    | Endangered               | معرض للانقراض             | يواجه هذا النوع خطر مرتفع للغاية بالانقراض في البرية.                                                                  |
| VU    | Vulnerable               | عُرضة                      | يواجه هذا النوع ارتفاع مخاطر الانقراض في البرية.                                                                       |
| NT    | Near threatened          | قريب من التهديد بالانقراض | هذا النوع لا يفي بأي من المعايير التي من شأنها أن تصنف بأنها تخاطر بالانقراض ولكن من المرجح أن تفعل ذلك في المستقبل.   |
| LC    | Least concern            | أقل قلق                   | لا توجد مخاطر حالية لهذا النوع.                                                                                        |
| DD    | Data deficient           | قصور في البيانات          | لا توجد معلومات كافية لإجراء تقييم للمخاطر لهذه الأنواع.                                                               |

تم تقييم بعض الأنواع باستخدام مجموعة من المعايير السابقة. تقييم الأنواع التي تستخدم هذا النظام من الأدنى للتهديد إلى قلق أقل:
| LR/cd | انخفاض المخاطر / حفظ مشروط | أنواع كانت محور برامج حفظ وربما يكون قد انتقل إلى فئة عالية المخاطر إذا أوقف هذا البرنامج. |
| LR/nt | انخفاض خطر / قريب مهدد     | أنواع قريبة من أن تصنف على أنها عرضة للانقراض لكنها ليست موضوعا لبرامج المحافظة.           |
| LR/lc | مخاطر أقل / أقل قلقا       | أنواع لا توجد مخاطر تعريفية لها.                                                           |

## وحشيات

### رتبةالوبريات

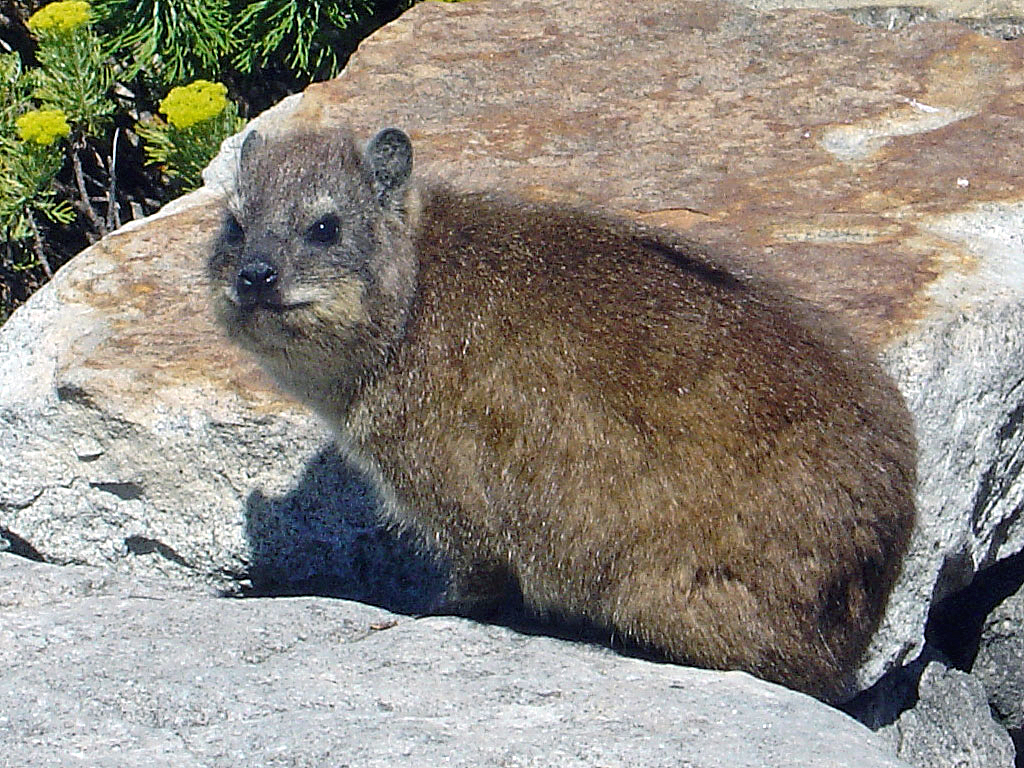
وبر صخري

- الفصيلة: وبريات
  - الجنس: وبر صخري

### رتبةالخيلانيات

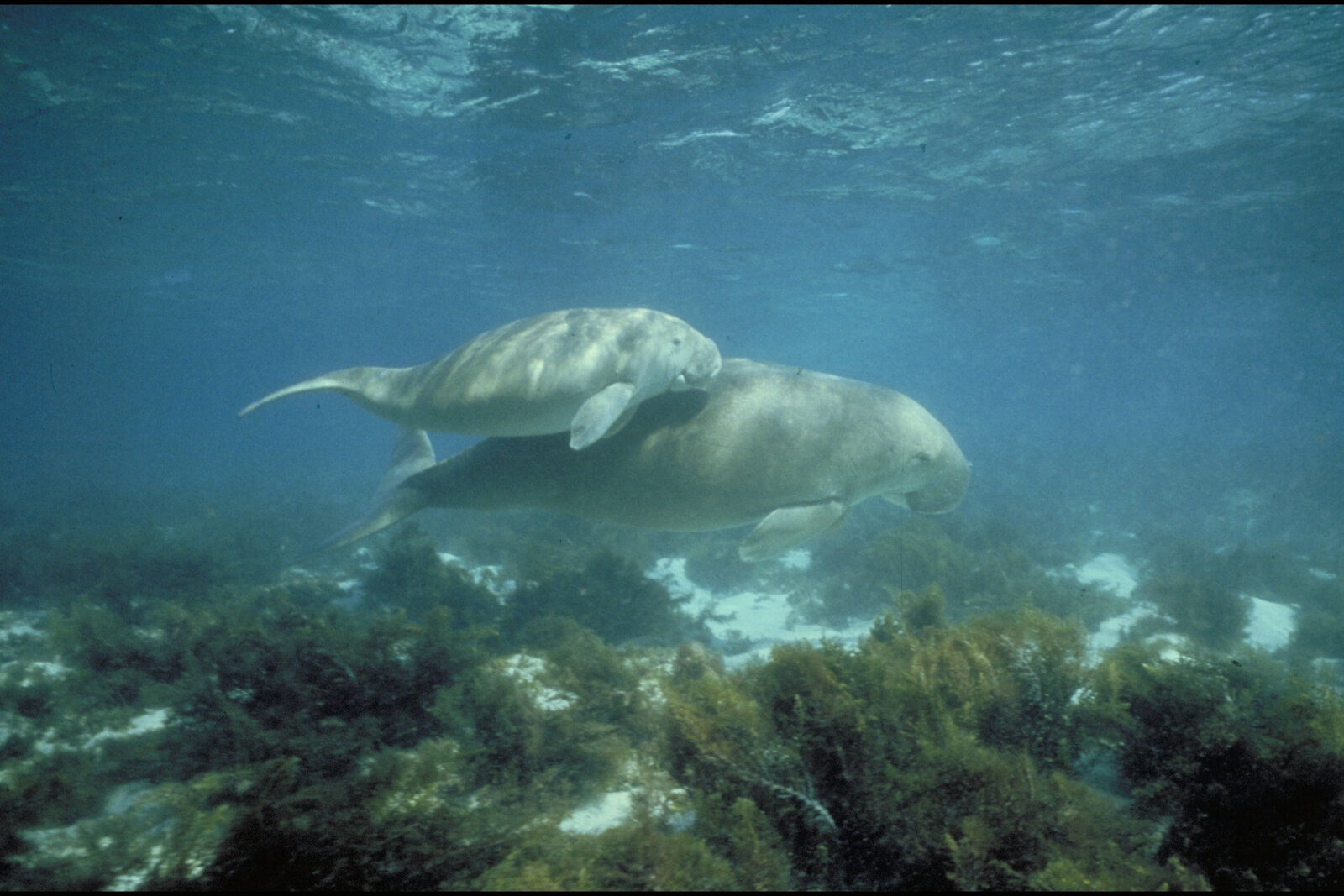
أطوم

- الفصيلة:الأطومات
  - الجنس: أطوم

### رتبةالرئيسيات
تحوي القائمة الإنسان وأقرب أقربائه: الليمور واللوريسيات والسعدان والقرد.
- الرتيبة: نسناسيات بسيطة الأنف
  - سعالي
    - نسناسيات نازلة الأنف
      - الفصيلة: سعدان العالم القديم
        - العائلة:
          - الجنس:
            - رباح مقدس

### رتبة الخفاشيات

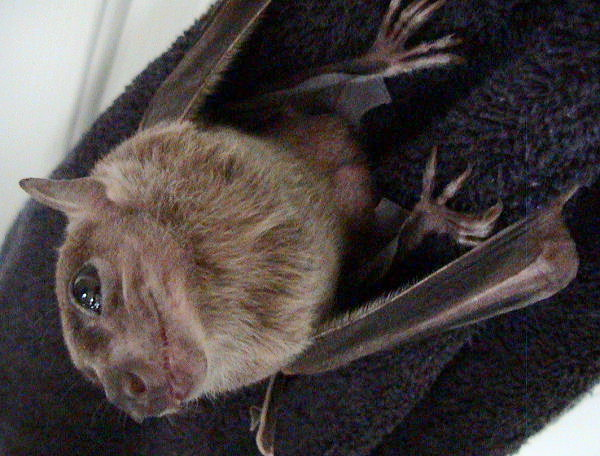
خفاش الفاكهة المصري

### رتبة الحيتانيات

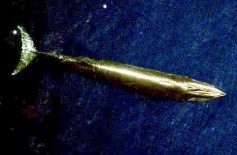
حوت بريدي

### رتبةاللواحم

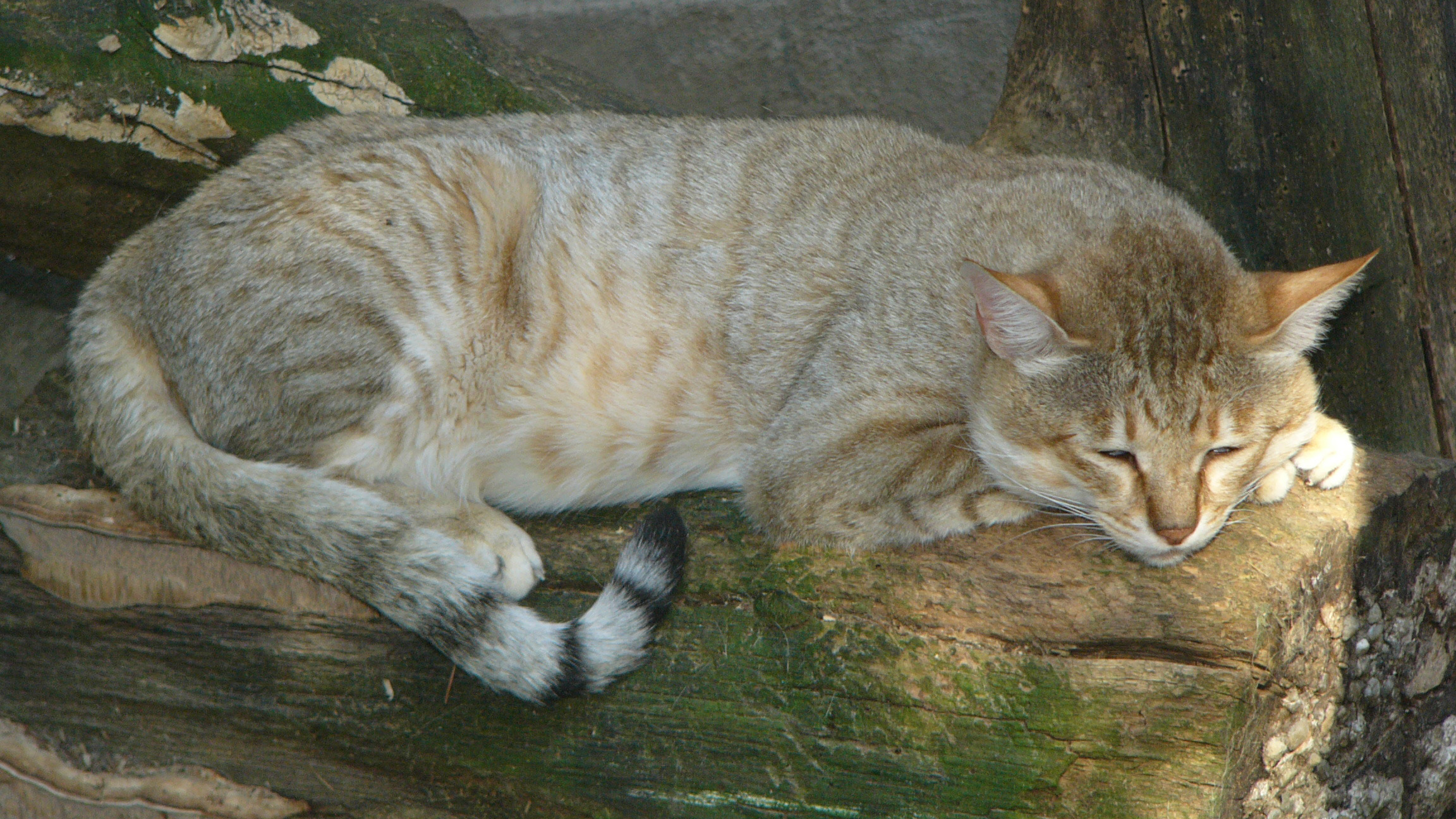
قط بري عربي

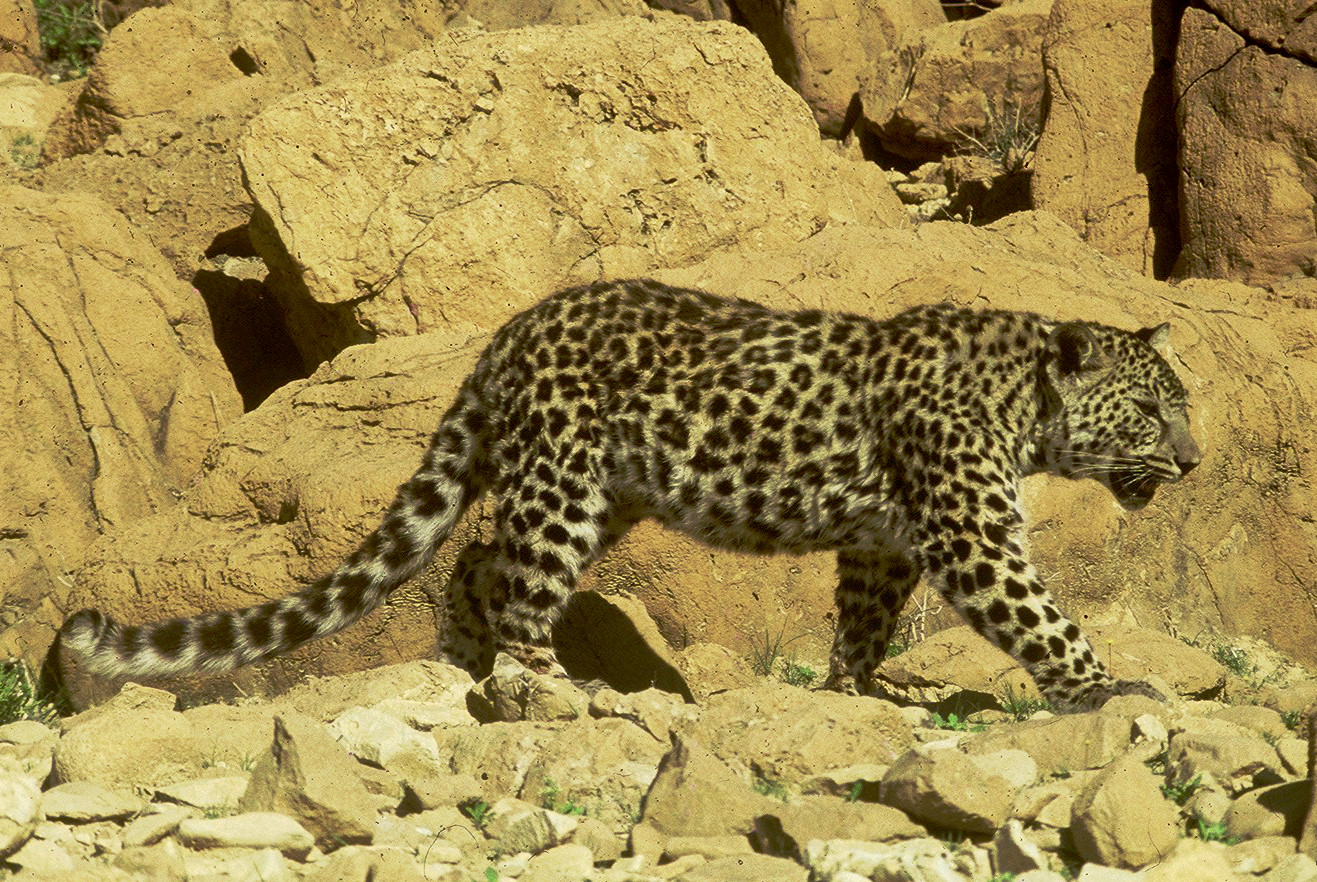
نمر عربي

يوجد هناك أكثر من 260 نوعًا من اللواحم، أغلبها تأخذ اللحوم كمصدر غذائي أساسي يومي. ولديها جماجم وشكل أسنان مميز.
- الرتيبة: سنوريات الشكل
  - الفصيلة: سنوريات (قطط)
    - الأسرة: القطية
      - الجنس: ثابتة المخالب
        - الفهد الآسيوي

      - الجنس: عناق الأرض
        - Caracal caracal LC

### رتبة مزدوجات الأصابع

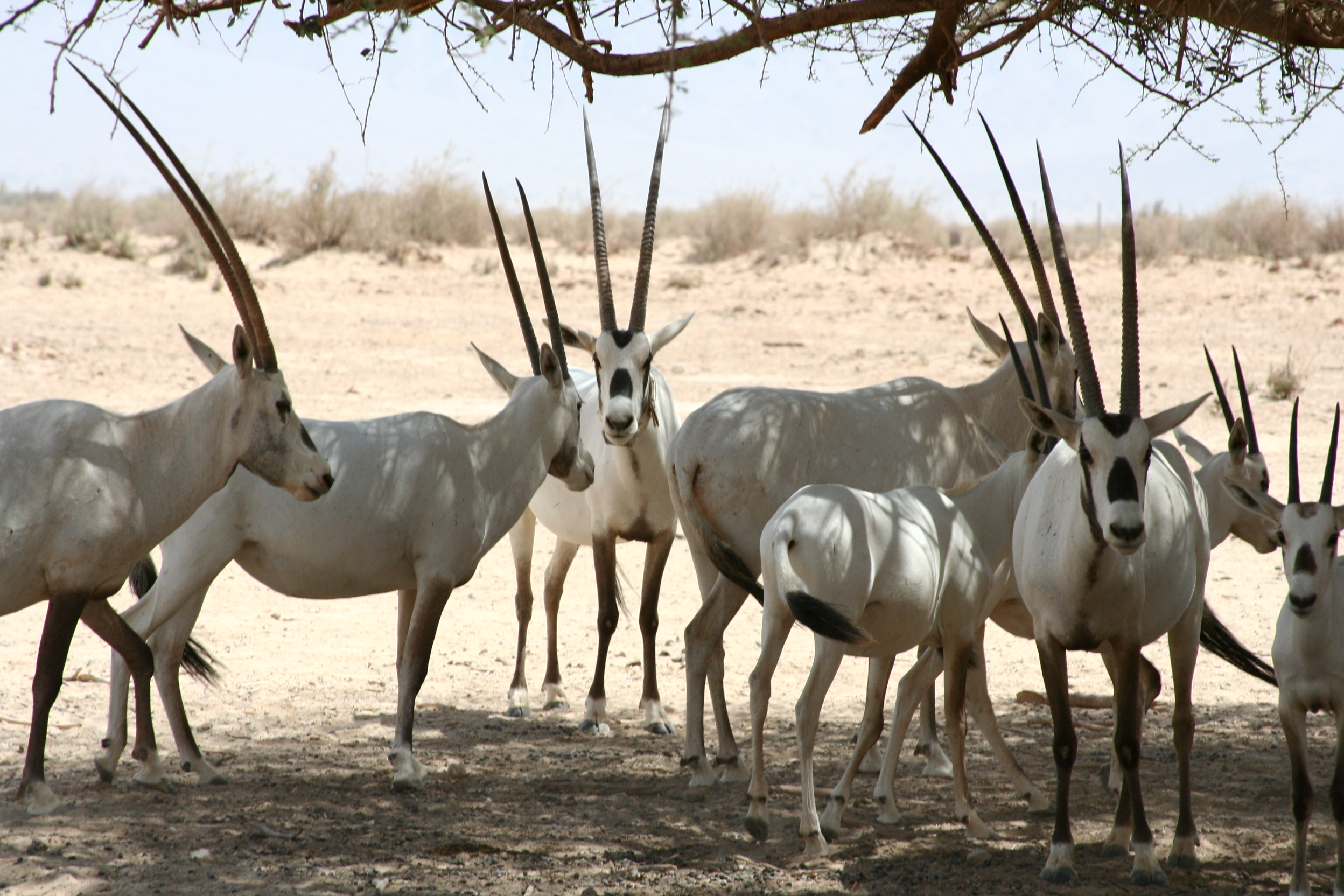
مها عربية

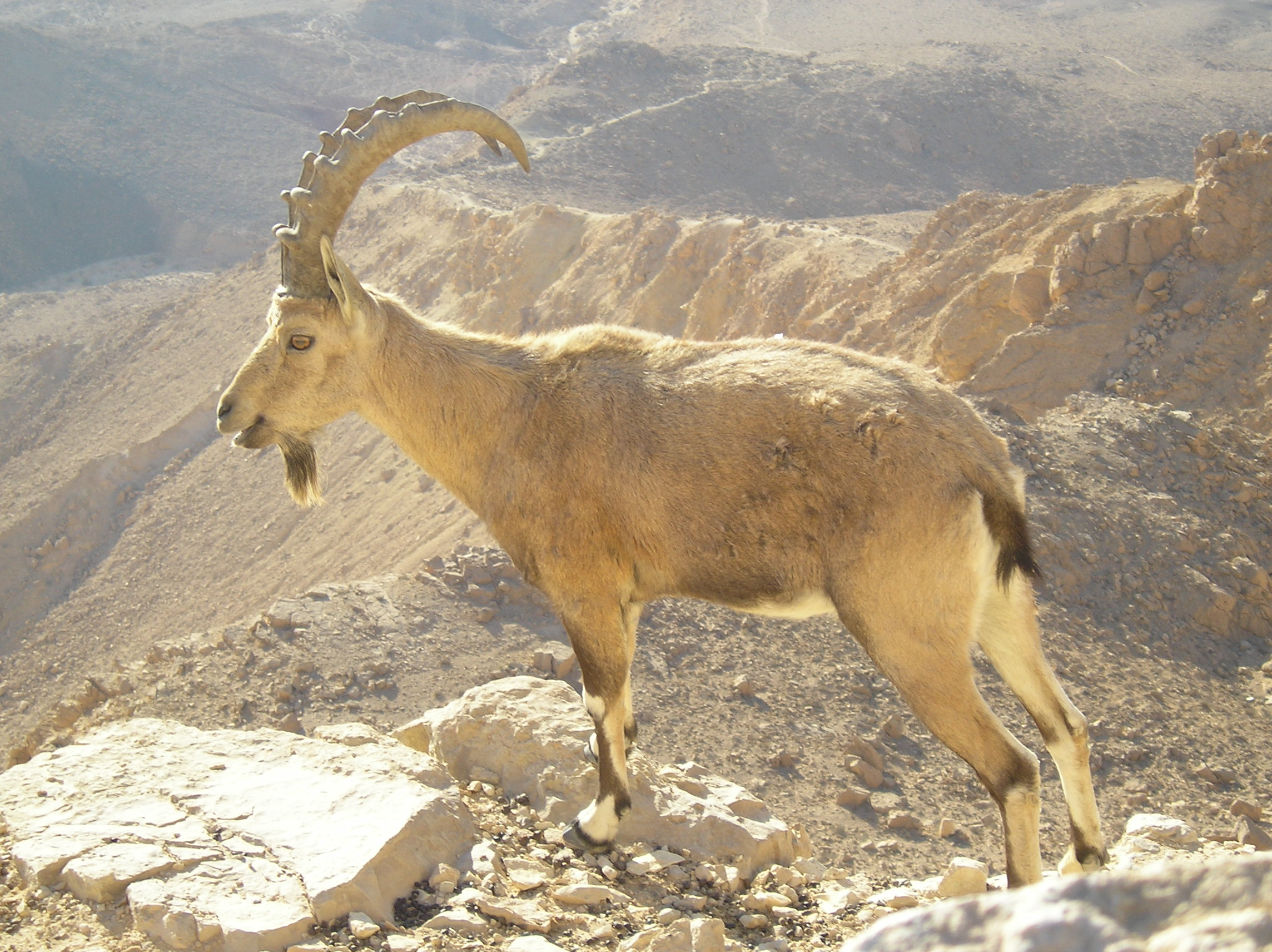
وعل نوبي

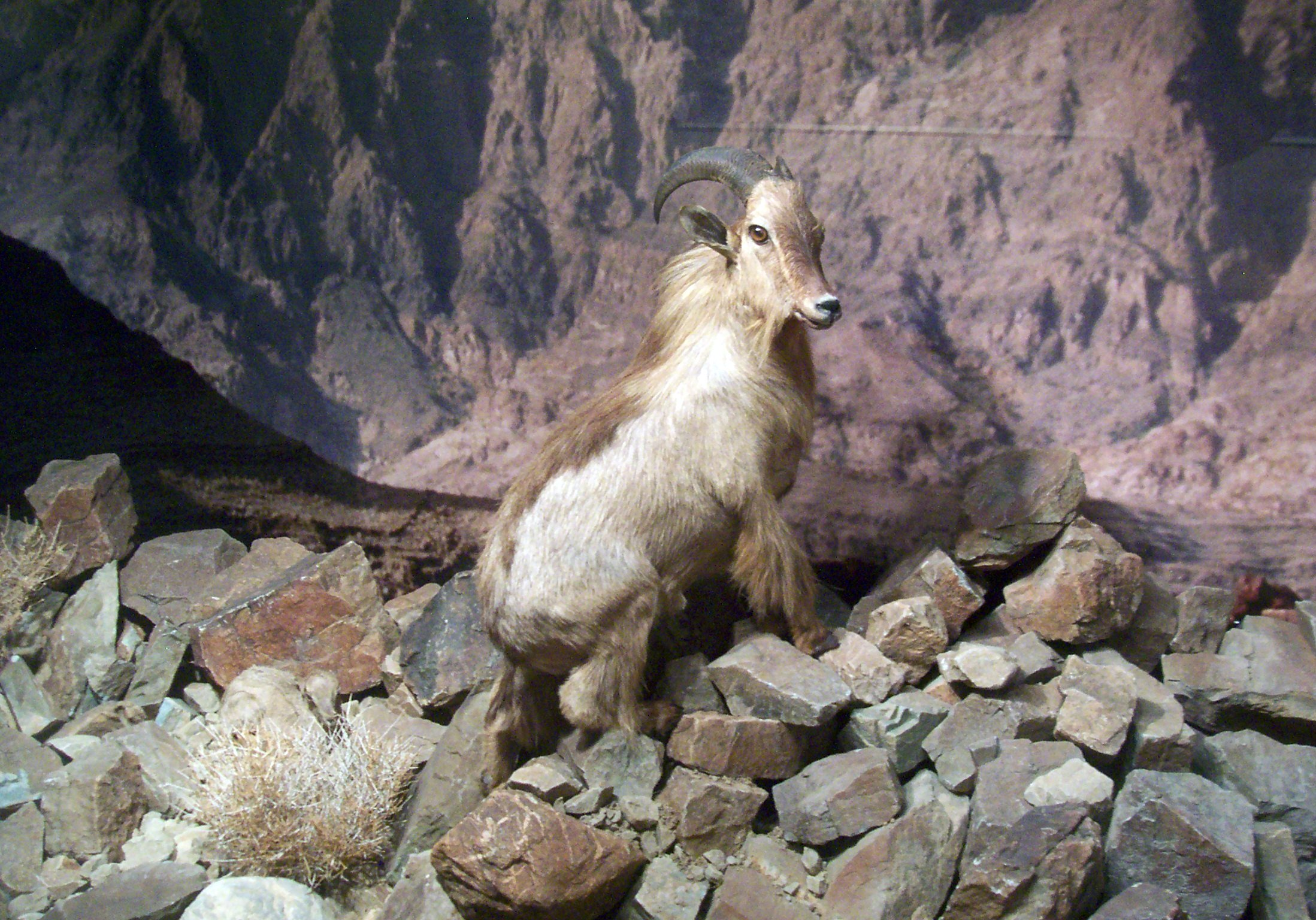
طهر عربي